# Bauskas distrikt
Bauskas distrikt (lettisk: Bauskas rajons) er et tidligere administrativt område i Semgallen i det centrale Letland. Udover den centrale administration bestod Bauskas distrikt af 17 selvstyrende enheder: én by, én novads samt 15 pagaster. Bauskas distrikt ophørte med at eksistere i forbindelse med kommunalreformen af 2009.

## Selvstyrende enheder underlagt Bauskas distrikt
- Bauska by
- Bārbeles pagasts
- Brunavas pagasts
- Ceraukstes pagasts
- Codes pagasts
- Dāviņu pagasts
- Gailīšu pagasts
- Iecavas novads
- Īslīces pagasts
- Mežotnes pagasts
- Rundāles pagasts
- Skaistkalnes pagasts
- Stelpes pagasts
- Svitenes pagasts
- Vecsaules pagasts
- Vecumnieku pagasts
- Viesturu pagasts

56°24′N 24°11′Ø / 56.4°N 24.18°Ø